# Parc national de Bukit Baka Bukit Raya
Le parc national de Bukit Baka Bukit Raya est un parc national situé dans Kalimantan, la partie indonésienne de l'île de Bornéo. Son nom vient des montagnes Bukit Baka (1 620 m) et Bukit Raya (2 278 m) qui font partie de la chaîne de montagnes Schwaner à la frontière du Kalimantan central et du Kalimantan occidental.
Le parc national fait partie du projet de conservation Cœur de Bornéo initié par le Fonds mondial pour la nature.

## Faune et flore
817 espèces de plantes ont été recensées dans le parc faisant notamment partie des familles Dipterocarpaceae, Myrtaceae, Sapotaceae, Euphorbiaceae, Lauraceae et Ericaceae. Parmi les plantes endémiques de l'île, on peut citer Symplocos rayae, Gluta sabahana, Dillenia beccariana, Lithocarpus coopertus, Selaginnella magnifica et Tetracera glaberrima.
Le parc protège l'habitat de la panthère nébuleuse de Bornéo (Neofelis diardi), de l'orang-outan de Bornéo (Pongo pygmaeus), de l'ours malais (Helarctos malayanus euryspilus), du semnopithèque rubicond (Presbytis rubicunda), du loris paresseux de Bornéo (Nycticebus coucang borneanus), du sambar (Rusa unicolor) et des vrais écureuils volants (Pteromyini). 
Parmi les espèces d'oiseaux présentes dans le parc, on peut citer le calao charbonnier, le calao à casque rond, la colombe émeraudine d'Asie, la phasianelle à tête rousse ou encore l'éperonnier de Bornéo.

## Population humaine
La population indigène du parc comprend des groupes ethniques Dayak Limbai, Ransa, Kenyilu, Ot Danum, Malahui, Kahoi et Kahayan.

## Conservation et menaces
En 1978, une réserve naturelle de 500 km² a été établie autour du Bukit Raya. L'année suivante, elle a été étendue à 1 100 km². en 1982, la réserve naturelle du Bukita Baka a été créée sur 1 000 km². Après quelques altérations mineures des limites des deux réserves, elles ont été réunies en 1992 pour créer le parc national de Bukit Baka Bukit Raya qui s'étend sur un total de 1 810 km²
Parmi les menaces affectant le parc, on peut citer une importante exploitation forestière illégale à la fin du XXe siècle.